# Alexander Wetterhall
Alexander Wetterhall (ur. 12 kwietnia 1986 w Värnamo) – szwedzki kolarz szosowy i górski, wicemistrz Europy MTB.

## Najważniejsze zwycięstwa i sukcesy
- 2009
  -  1. miejsce w mistrzostwach Szwecji (jazda indywidualna na czas)
- 2010
  - 1. miejsce w An Post Rás
- 2011
  - 3. miejsce w mistrzostwach Szwecji (jazda indywidualna na czas)
- 2012
  - 3. miejsce w mistrzostwach Szwecji (jazda indywidualna na czas)
- 2013
  - 1. miejsce w Tour de Drenthe
- 2014
  - 2. miejsce w mistrzostwach Szwecji (jazda indywidualna na czas)
  - 2. miejsce w mistrzostwach Szwecji (start wspólny)
- 2015
  - 2. miejsce w mistrzostwach Szwecji (jazda indywidualna na czas)
- 2016
  -  1. miejsce w mistrzostwach Szwecji (jazda indywidualna na czas)
- 2017
  - 2. miejsce w mistrzostwach Szwecji (jazda indywidualna na czas)
  - 3. miejsce w mistrzostwach Szwecji (start wspólny)